# Велика Чечеліївка
Вели́ка Чечелі́ївка — село в Україні, у Новгородківській селищній громаді Кропивницького району Кіровоградської області. Населення становить 633 осіб. Орган місцевого самоврядування — Новгородківська селищна рада.

## Географія
Селом тече Балка Широка.

## Історія
Названа Чечеліївкою (з 1776 р.), за прізвищем власника — Івана Йосиповича Чечеля, сина Йосипа Дмитровича Чечеля.
З «Списка населенных пунктов 1859 г.» — Чечеліївки — 370 осіб населення.
Мала назву Мала Чечеліївка.
Вже в 1872 р. «помещик Александрийского уезда подполковник Иван Иванов Чечель» подає в Херсонську Єпархію прохання на отримання дозволу заснувати жіночий монастир на відведеній них землі розміром 145 десятин навколо гробниці його діда Івана Йосиповича Чечеля та його дружини Євдокії. Скит вважається заснованим в 1870 р., почав діяти в 1874, перейменований в Чечелівський Іоано-Предтеченський общину, а згодом в монастир. Основний храм — Іоано-Предтеченський. При монастирі працювала школа та готель для паломників. Друга церква — Покровська (освячена в 1915 р.), яка була закладена спочатку, як церква Тихвинської ікони Божої Матері. Монастир був зірваний злочинцями-більшовиками в 1930-х рр.
На сьогодні жодної церкви не існує. В художньому музеї м. Кропивницького зберігається декілька монастирських ікон.
В. Чечеліївка 2012 р. — в списках виборців -385 осіб (дорослих).

## Населення
Згідно з переписом УРСР 1989 року чисельність наявного населення села становила 628 осіб, з яких 291 чоловік та 337 жінок.
За переписом населення України 2001 року в селі мешкало 636 осіб.

### Мова
Розподіл населення за рідною мовою за даними перепису 2001 року:
| Мова       | Відсоток |
| ---------- | -------- |
| українська | 96,84 %  |
| російська  | 1,74 %   |
| білоруська | 0,79 %   |
| молдовська | 0,32 %   |
| польська   | 0,16 %   |

## Відомі люди
- о. Бєлишев Василь Олександрович (*1890 — †20.12.1962) — останній священик Іоано-Предтеченської церкви. Репресований більшовиками.
- Здорики Михайло і Епіфан Антоновичі — брати, міщани-землевласники, володіли цегельним і кінним заводами, меценати Покровської церкви Чечелівського монастиря.
- Ієромонах Діонісій — виконував обов'язки священика Іоано-Предтеченської церкви в 1910-х рр.
- Мошуренко Василь Петрович (*1958 — †2018) — український прозаїк-новеліст, поет, учитель-філолог, історик. Член Національної спілки письменників України. Працював директором середньої школи у Великій Чечеліївці (1984—2006).
- о. Секіринський Євлампій Михайлович (*10.10.1841 — †?) — священик Іоано-Предтеченської церкви, 1901—1910 рр., викладав Закон Божий в прихідській школі, один з меценатів Покровської церкви.
- Станіславська Магдаліна (*22.07.1861 — †?) — в чернецтві — Марія, за освітою — вчителька, ігуменя жіночого монастиря (з 1899 р.), засновниця школи грамоти при монастирі (1901 р.).
- Ткаченко Павло Петрович — міщанин-землевласник, меценат Покровської церкви Чечелівського монастиря.
- Федота Богдан Ігорович (* 1992) — капітан Збройних сил України, учасник російсько-української війни.
- Чечель Іван Іванович (*1805 — †1885) — підполковник, поміщик, фундатор Чечелівського монастиря.
- о. Черниченко Іван Лукич (*1834 — †19.01.1905) — перший священик Іоано-Предтеченської церкви в 1884—1901 рр., дав пожертву на Покровську церкву у вигляді великого дзвона вартістю 925 руб.
- Яновський Юрій — видатний український письменник. Жив та вчився в Великій Чечеліївці.